# Israels nationalvåben
Israels nationalvåben viser en menorah omgivet af olivenblade på hver side med underteksten "ישראל" (hebraisk for Israel). Mens våbenets baggrund altid er blåt, kan den syvarmede lysestage og olivenbladene enten være hvide eller gyldne. Den blå-hvide-versionen forekommer mest i præsidentøjemed, mens guld-blå-versionen forekommer oftest når våbenet vises individuelt.
Staten Israel indførte sit nationalvåben efter en designkonkurrence afholdt i 1948. Udformningen er baseret på brødrene Gabriel og Maxim Shamirs vinderbidrag, med elementer taget fra andre bidrag.
Billedet ser ud til at være blevet lånt fra Sakarjas bog (kapitel 4): "Profeten ser en guld-lysestage – et billede på menigheden – og ved dens sider to oliventræer, et mod venstre for bowlen og det andet mod højre. Det er uvist om sammenhængen er gjort med overlæg, eller om det kun kan regnes som et tilfældigt sammentræf. Shamir-brødrene opgav ikke Profeten Sakarja som kilde til sit bidrag, selv om de gav detaljerede beskrivelser af deres arbejde i et interview til den israelske nyhedsavis Maariv (16. februar 1949).
Menorahen har været et symbol for jødedommen i næsten 3000 år. Den blev brugt i det gamle tempel i Jerusalem. Olivenbladene symboliserer fred.
Israels nationalvåben er indprintet på omslaget i det israelske pas.